# قرة بالتشوق (خورخورة)
قرة بالتشوق (بالفارسية: قره پالچوق) هي قرية تقع في إيران في قسم خورخورة الريفي. يقدر عدد سكانها بـ 127 نسمة بحسب إحصاء 2016.